# Rolls-Royce Phantom (VII)
Rolls-Royce Phantom — автомобиль представительского класса, производимый компанией Rolls-Royce Motor Cars, дочерней компанией BMW, в Чичестере (Западный Суссекс, Англия). Автомобиль сохранил детали предшественников — массивную вертикальную решётку радиатора со статуэткой «Дух экстаза» наверху. С 2007 года автомобиль выпускается также в бронированной версии (толщина брони — 97,1 мм). Знаменитая фигурка «Дух экстаза» при необходимости убирается в специальную нишу при помощи электромеханизма. В 2007 году компания Rolls-Royce представила кабриолет на базе модели Phantom VII. Компания Rolls-Royce обновляет модель раз в несколько лет. Последняя модель представлена в 2012 году. До этого машина была обновлена в 2009 году.

## Описание
Как в интерьере, так и в экстерьере можно отметить ноты архаичного стиля, особенно в панели приборов и торпедо автомобиля. В базовой комплектации в задние двери встраиваются выдвижные зонтики, которые можно достать и открыть. Более 70 % таких автомобилей делается под заказ. Phantom встречается и в варианте кузова типа «Лимузин». Почти все автомобили имеют задний привод (но под заказ иногда производили полноприводные версии).
Задние двери автомобиля открываются против хода, что обеспечивает более удобный и эффектный выход из салона. Второй ряд сидений утоплен вглубь, так что у сидящих сзади людей голова находится на уровне задней стойки.

## Drophead Coupé
Rolls-Royce Phantom Drophead Coupé создан на базе Rolls-Royce Phantom британского производства. Впервые автомобиль был представлен на Автосалоне в Детройте в 2007 году.

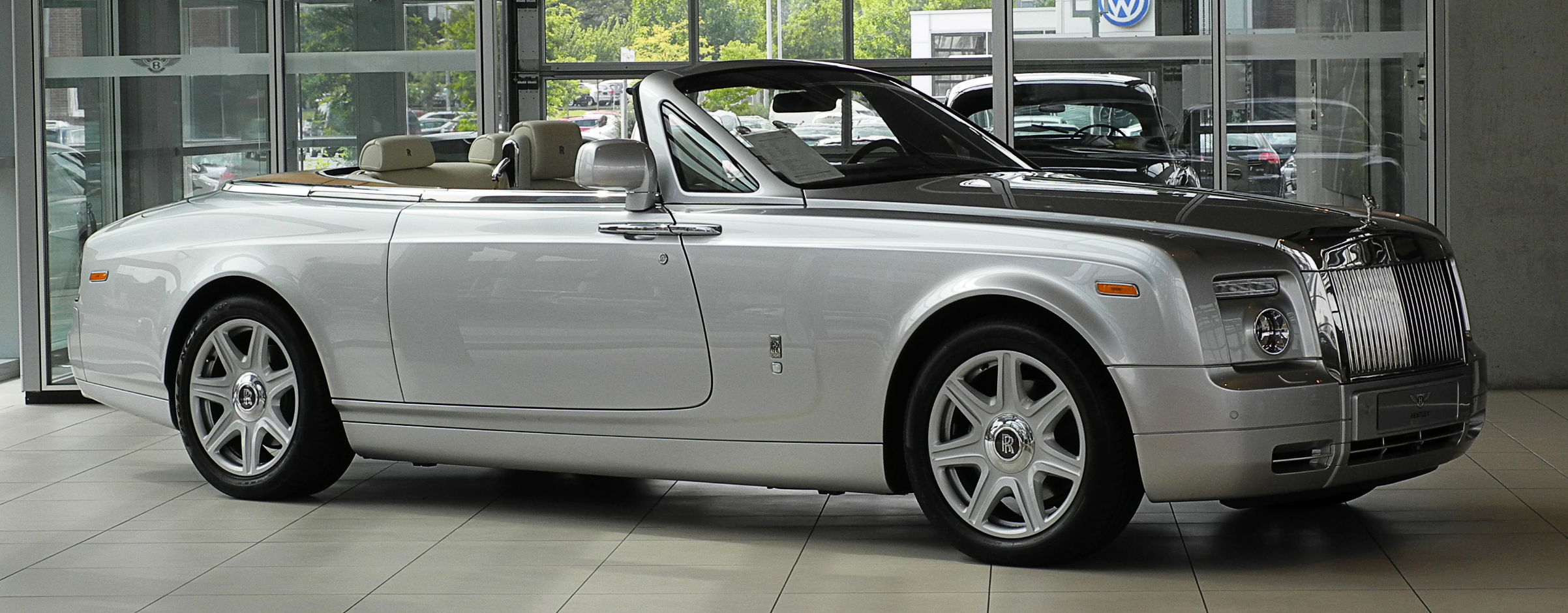
Rolls-Royce Phantom Drophead Coupé
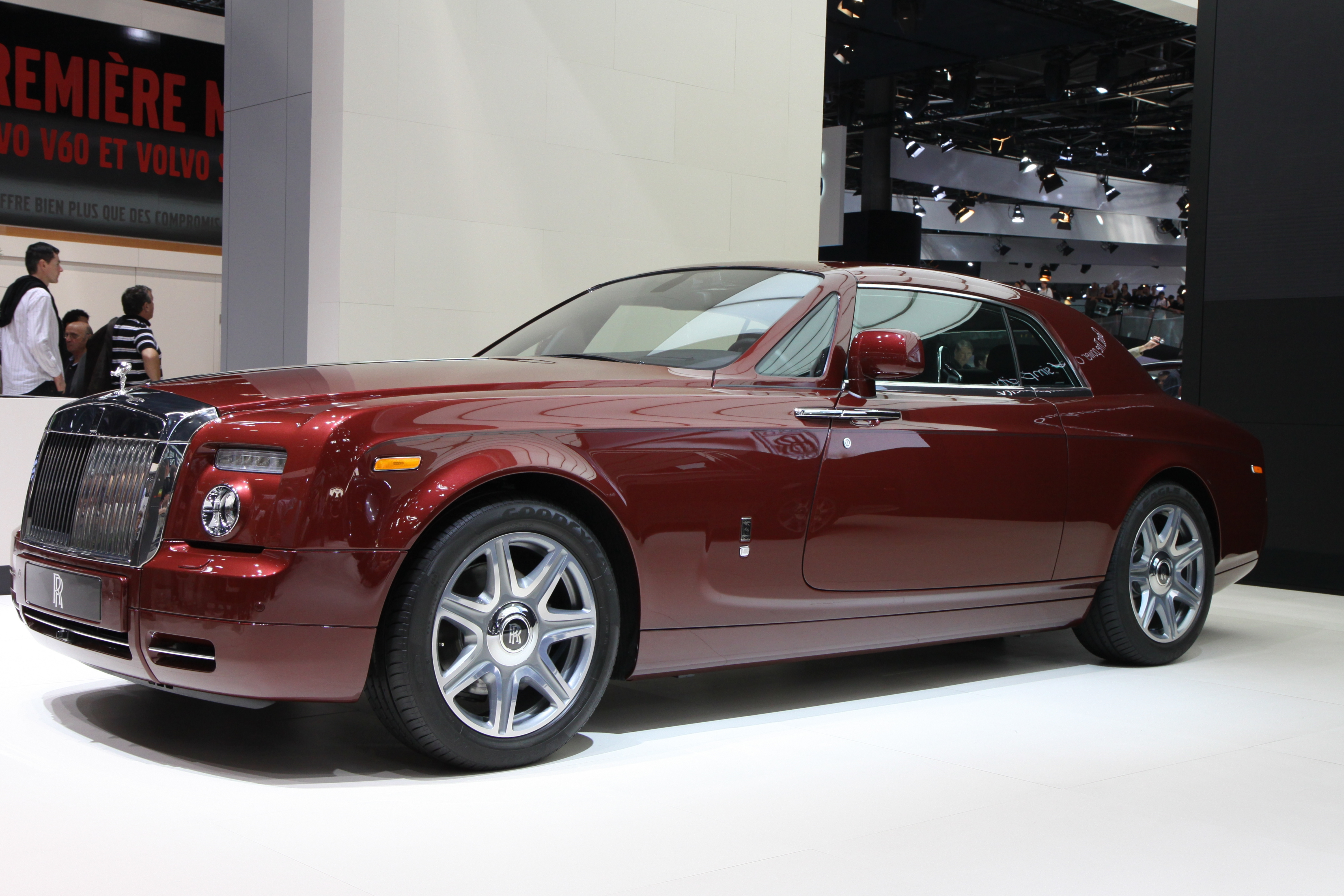
Rolls-Royce Phantom Coupé

## Фейслифтинг 2009 года
Автомобили 2009 модельного года подверглись следующим изменениям: в экстерьере — новый передний бампер и радиаторная решётка с менее массивными перекладинами (они стали походить на таковые на Phantom Coupe и Phantom Drophead Coupe); 21" диски в базовой комплектации; светодиодная подсветка дверных ручек; в интерьере — новый блок входов, обеспечивающий возможность подключения к 12-дюймовым мониторам, встроенным в откидные столики, большего числа устройств; новая обшивка передних и задних дверей со встроенными ручками; новые двойные лампы индивидуального освещения в задних стойках, регулируемые по двум направлениям; кнопки управления климатической установкой, громкостью и окнами для пассажиров задних сидений перенесены на двери.

## Series II

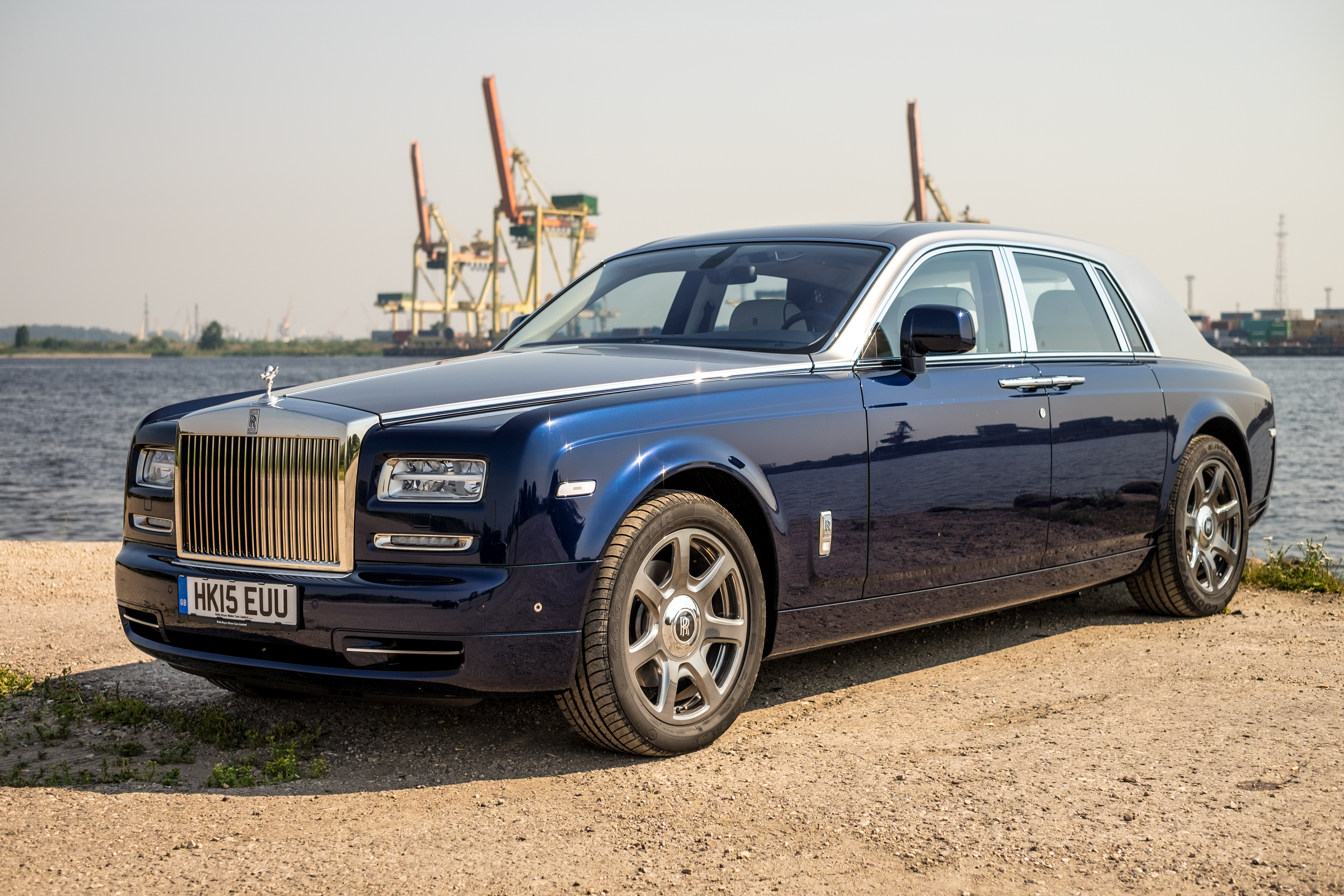
Roll-Royce Phantom Series II на Женевском автосалоне 2012 года

Рестайлинговая версия автомобиля, впервые показанная публике в марте 2012 года на Женевском автосалоне и впоследствии ставшая доступной покупателям как модель 2013 года. Автомобили «2-й серии», над которыми поработал и ныне главный дизайнер компании Джайлс Тейлор, отличаются от предыдущей версии следующими особенностями: в экстерьере — новые полностью светодиодные фары головного света, разделённые по горизонтали светодиодной полоской дневных ходовых огней; светодиодные прямоугольные подфарники вместо обычных круглых; цельная штампованная решётка радиатора; передний бампер другой формы; новый корпоративный значок со встроенной лампой габаритного огня на передних крыльях; увеличенное хромированное обрамление задних боковых стёкол; одноступенчатый задний бампер вместо двухступенчатого; хромированная полоса в нижней части крышки багажника; в интерьере — иная панель приборов с увеличенной диагональю дисплея (200 мм); использование другого вращающегося контролёра управления системами автомобиля, позаимствованного у Rolls-Royce Ghost; новый, упрощённый дизайн сидений; усовершенствованные аудио и коммуникационные системы; новая 8-ступечатая коробка передач от ZF.
Презентация Phantom Extended Wheelbase Series II прошла в апреле 2012 года в рамках Пекинского автосалона.

## Интересные факты
- Rolls-Royce собирался подать иск против китайской компании Geely из-за визуального сходства седана Geely GE, который был представлен в рамках Шанхайского автосалона 2009, и флагманской модели британской марки — Phantom[4].

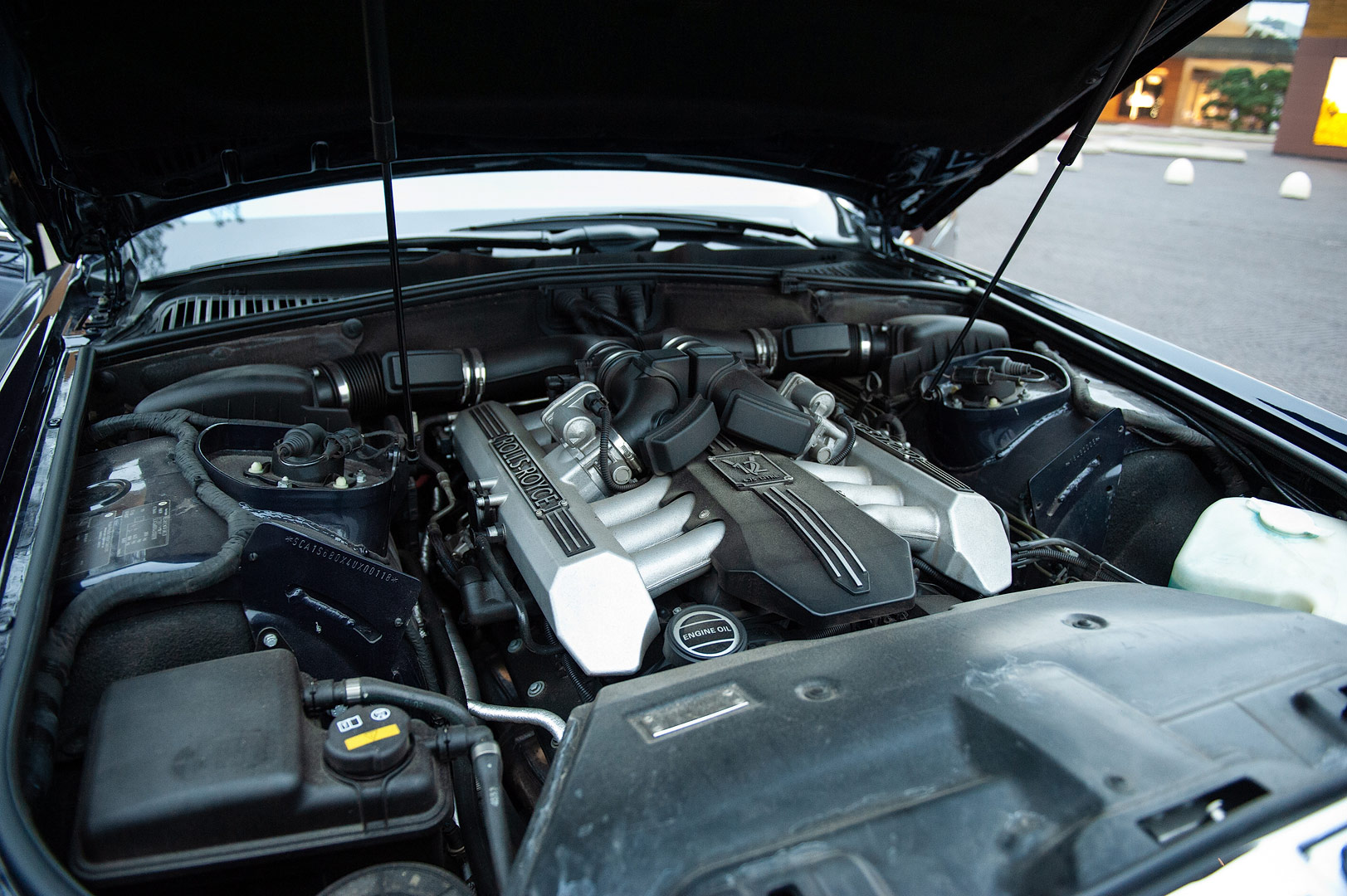
Rolls-Royce Phantom моторный отсек

- Rolls-Royce Phantom моторный отсекЭмблемы Rolls-Royce в виде двух букв «R», встроенные в центр колёсных дисков, при движении автомобиля не вращаются вместе с колёсами, а постоянно сохраняют одно положение, в котором эмблема «нормально читается».